# Малеско
Малеско (італ. Malesco, п'єм. Malesch) — муніципалітет в Італії, у регіоні П'ємонт,  провінція Вербано-Кузіо-Оссола.
Малеско розташоване на відстані близько 570 км на північний захід від Рима, 135 км на північний схід від Турина, 23 км на північ від Вербанії.

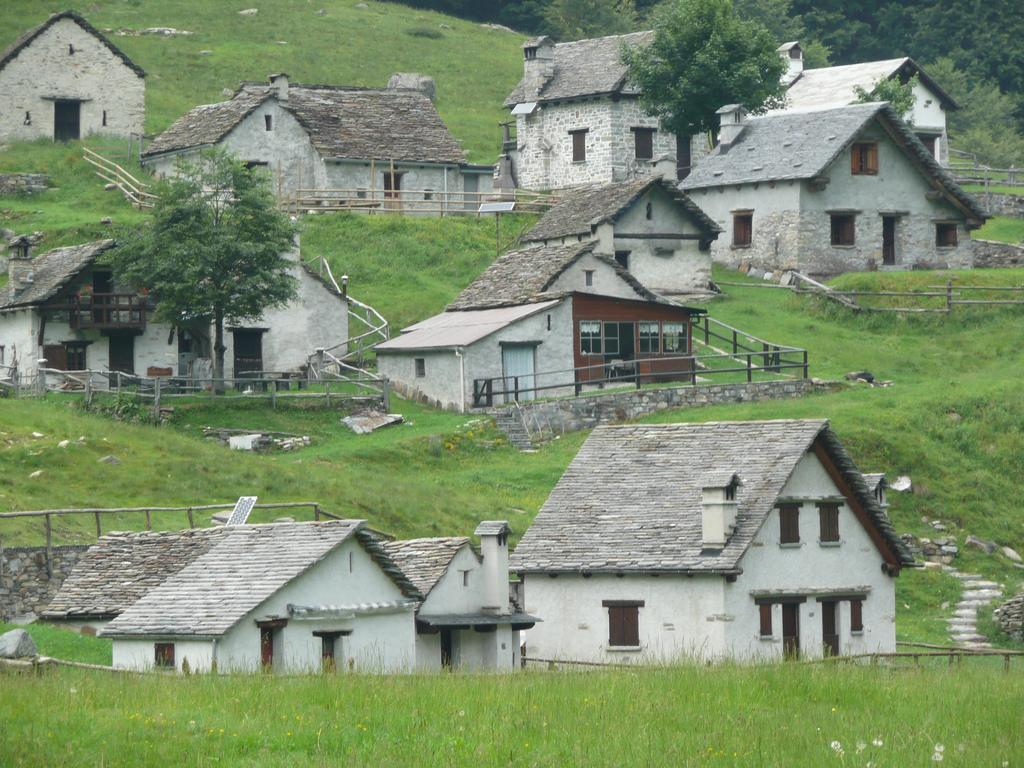

Населення — 1474 особи (2014).

## Демографія
Населення за роками:

Станом на 1 січня 2023 року в муніципалітеті офіційно проживало 48 іноземців з 14 країн, серед них 7 громадян країн Євросоюзу та 10 громадян України.

## Сусідні муніципалітети
- Коссоньо
- Краведжа
- Курсоло-Орассо
- Ре
- Санта-Марія-Маджоре
- Тронтано
- Віллетте